# Мануель Баїу
Мануель Баїу-і-Субіас (ісп. Manuel Bayeu; 8 січня 1740, Сарагоса — бл. 1809, Сарагоса) — іспанський художник, архітектор та монах-картузіанець.

## Біографія
Мануель походив із сім'ї художників, до якої входили його брати, Франсіско та Рамон. Те, що ми знаємо про його життя, майже повністю засноване на особистому листуванні, яке він вів з Мартіном Сапатером, другом свого швагра Франсіско де Гойї.
Єдиним джерелом у дослідженні біографії представлено особисте листування, яке він вів з Мартіном Сапатером, другом свого дядька Франсіско-Хосе де Гоя.
Він був картузіанським ченцем у монастирі Nuestra Señora de las Fuentes, де провів більшу частину свого життя. Вступив до монастиря в 1760 році і прийняв постриг у 1772 році.
Щодо його робіт, то, швидше за все, він співпрацював зі своїм братом Франциско, як і Рамон. У 1779 році деякі художники в Сарагосі засудили його за те, що він не платив податки з грошей зароблених на своїх роботах. Він стверджував, що всі його картини були дуже маленькими і створювалися як компенсація тим, хто надав якусь послугу монастирю. Розголос пішов йому на користь і дозволив йому отримати підтримку Королівської академії витончених мистецтв Сан-Фернандо і бути офіційно визнаним художником.
Найвідоміші роботи — це дуже випадкові, особисті малюнки, зроблені під час його перебування у монастирі, які зараз знаходяться у Музеї Уескі. Він також працював у Лос-Монегрос та Лалуесі, у королівському монастирі Санта-Марія-де-Сігена, а також у Сантуаріо-де-ла-Вірхен-де-Магаллон у Лечиньєні. Йому приписуються деякі розписи у соборі Уескі та соборі Хака. Більшість робіт, виконаних ним у Сарагосі, зникла.
Наприкінці життя настоятель відправив його на Майорку для створення фрески у харчевні Вальдемосса. Там він потоваришував із Гаспар Мельхор де Ховельяносом, який був засланий до замку Бельвер.
Точно невідомо, коли він помер, але, найімовірніше, це сталося під час Піренейської війни, якраз другої облоги Сарагоси.

## Роботи

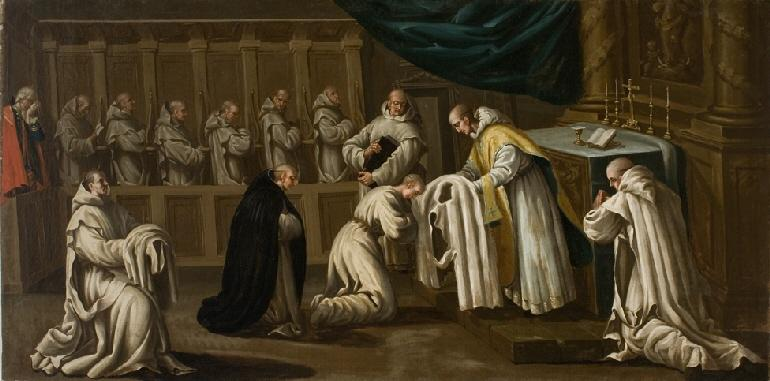
Святий Бруно вручає габіт постулату
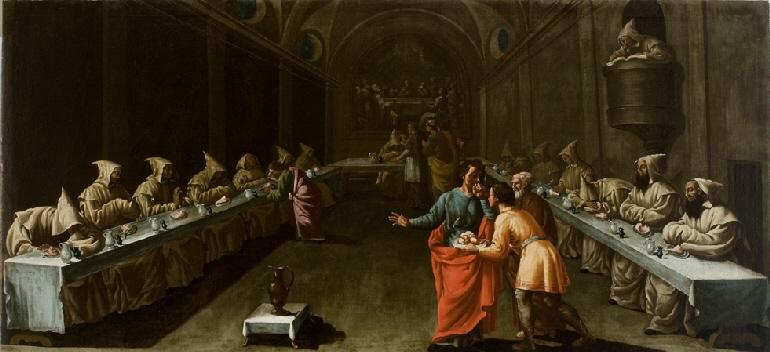
Святий Гуго в трапезній
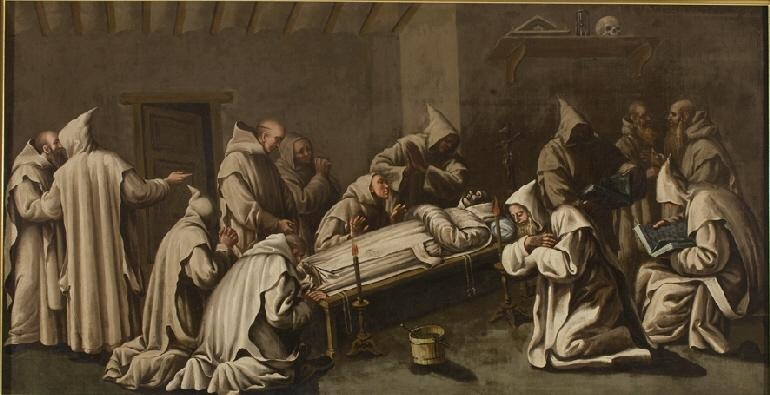
Смерть святого Бруно